# Giergl Henrik
Giergl Henrik (Pest, 1827. július 9. – Budapest, 1871. május 11.) üvegfestő, üveggyáros. A Györgyi-Giergl művészcsalád tagja.

## Élete
Pesten, tiroli eredetű polgárcsaládban született. Apja, Ignaz Giergl üvegesmester, anyja Marie Lockheimer, akinek apja Zuzenhausenból vándorolt be Magyarországra.
Nyolcan voltak testvérek, akik közül ketten kisgyermekkorukban meghaltak. Giergl Henrik a pesti piaristáknál végezte el a 3 grammatikai osztályt, ahol tanára volt Jacob Nachtigall, majd ipariskolába járt. Ezután 1842-ben szülei üvegesinasnak adták Szabadkára. Itt baleset érte, egyik keze súlyosan megsérült. Pesten műtéttel mentették meg kezét, ezután apja műhelyében fejezte be az inaskodást. 1844-ben felszabadult, legény lett apja műhelyében.
Az 1840-es években unokatestvére, Györgyi Giergl Alajos megfestette Giergl Henrik arcképét. 1844-ben elindult 3 éves mesterlegény útjára. 1844. október 13-tól 1846. december 14-ig Bécsben, a neves Lobmeyr-cégnél dolgozott. Ezután Észak-Itáliába ment, ott megismerkedett az olasz üvegesek, üvegkereskedők munkájával. Felkereste a Murano-i üveggyárat. 1847. április 5-én Németország felé indult. Áprilisban megérkezett Neckarbischofsheimbe, ott és környékén felkereste anyai rokonait. Állást nehezen kapott, Végül június 23-szeptember 28 között egy mannheimi üvegesnél dolgozott. Innen Berlin felé indult tovább. Október 19-én beállt egy mesterhez, ki korábban az ő apjánál tanult Pesten. 1848. március 18-án Berlinben kitört a forradalom. 1848. május 1-én Henrik hazaindult Pestre. További utazási terveit (Anglia, Franciaország) az európai helyzet miatt nem tudta megvalósítani. Itthon nemzetőrnek jelentkezett, júliusban hídőrségben vett részt.
Továbbra is apja műhelyében dolgozott. 1851-ben kapta meg mesterlevelét. Naplója szerint ő volt az utolsó, aki a céhes rendszer szerint kapott mesterlevelet. 1851 szeptember-októberében üzleti utat tett, csehországi és német üveggyárakat, üveges-üzleteket keresett fel. Végül meglátogatta németországi rokonait. 1853-ban önálló üzletet nyitott a Kígyó-utcában. 1854-ben feleségül vette Dück Helént, akit mindig csak Ilkának nevezett. 1858-ban Györgyi Giergl Alajos megfestette mindkettejük arcképét.
1865-ben átvette apjának Váci-utcai üzletét. 1865. június 7-én apja meghalt, a következő évben Giergl Henrik felszámolta Párizsi utcai üzletét és a két üzletet a Váci utcában egyesítette. Giergl Henrik 1871 május 11-én halt meg, a családi hagyomány szerint az üveges munka közben szerzett szilikózisban.
Az Iparművészeti Múzeum számos, Giergl Henrik műhelyéből kikerült művészi üvegtárgyat őriz. Több pohara látható az Echsenbach-i (Ausztria) Schnapsglasmuseum-ban.

## Családja
Házasságukból 5 gyermeke született, egyikük kiskorában meghalt. Giergl Henrik halála után felesége, majd elsőszülött fia, Giergl Ernő (1860-1899) vitte tovább üzletét, mely 1912-ig állt fenn. Ferenc fia (1861-1894) banktisztviselő lett. Következő fia, Giergl Kálmán (1863-1954) a századforduló korszakának neves építésze lett, végül Margit (1864-1945) énekesnő lett.

## Külső hivatkozások
- Györgyi-Giergl művészcsalád honlapja Archiválva 2021. január 28-i dátummal a Wayback Machine-ben
- Egy pesti polgár Európában : Giergl Henrik üvegműves önéletírása, utijegyzetei és naplói 1845-1865; [ford. Györgyi Gézáné Zámor Magda, Gelley Andor, Zimányi Magdolna], Fontes Musei Ethnographiae, Negyvennyolcas idők III. Néprajzi Múzeum, Budapest, 2000